# Blái Hnötturinn
Blái Hnötturinn è un album discografico del gruppo musicale islandese múm, pubblicato nel 2001.

## Tracce
1. Untitled – 2:26
2. Untitled – 4:20
3. Untitled – 0:16
4. Untitled – 0:57
5. Untitled – 0:30
6. Untitled – 1:00
7. Untitled – 1:38
8. Untitled – 1:34
9. Untitled – 3:26
10. Untitled – 2:33
11. Untitled – 3:30
12. Untitled – 3:19
13. Untitled – 1:19
14. Untitled – 0:50
15. Untitled – 2:31
16. Untitled – 3:40
17. Untitled – 0:22